# Iván Márquez Álvarez
Iván Márquez Álvarez (Marbella, 9 giugno 1994) è un calciatore spagnolo, difensore del Fortuna Sittard.

## Carriera
Il 13 agosto 2018 viene acquistato a titolo definitivo dalla squadra polacca del Korona Kielce.

## Statistiche

### Presenze e reti nei club
Statistiche aggiornate al 5 marzo 2023.
| Stagione             | Squadra              | Campionato           | Campionato | Campionato | Coppe nazionali | Coppe nazionali | Coppe nazionali | Coppe continentali | Coppe continentali | Coppe continentali | Altre coppe | Altre coppe | Altre coppe | Totale | Totale |
| Stagione             | Squadra              | Comp                 | Pres       | Reti       | Comp            | Pres            | Reti            | Comp               | Pres               | Reti               | Comp        | Pres        | Reti        | Pres   | Reti   |
| -------------------- | -------------------- | -------------------- | ---------- | ---------- | --------------- | --------------- | --------------- | ------------------ | ------------------ | ------------------ | ----------- | ----------- | ----------- | ------ | ------ |
| 2014-2015            | El Palo              | SDB                  | 32         | 2          | -               | -               | -               | -                  | -                  | -                  | -           | -           | -           | 32     | 2      |
| 2016-2017            | Osasuna B            | SDB                  | 20         | 1          | -               | -               | -               | -                  | -                  | -                  | -           | -           | -           | 20     | 1      |
| 2016-2017            | Osasuna              | PD                   | 4          | 0          | CR              | 3               | 0               | -                  | -                  | -                  | -           | -           | -           | 7      | 0      |
| 2017-2018            | Valencia Mestalla    | SDB                  | 22         | 2          | -               | -               | -               | -                  | -                  | -                  | -           | -           | -           | 22     | 2      |
| 2018-2019            | Korona Kielce        | EK                   | 24         | 0          | CP              | 0               | 0               | -                  | -                  | -                  | -           | -           | -           | 24     | 0      |
| 2019-2020            | Korona Kielce        | EK                   | 24         | 0          | CP              | 0               | 0               | -                  | -                  | -                  | -           | -           | -           | 24     | 0      |
| Totale Korona Kielce | Totale Korona Kielce | Totale Korona Kielce | 48         | 0          |                 | 0               | 0               |                    | -                  | -                  |             | -           | -           | 48     | 0      |
| 2020-2021            | KS Cracovia          | EK                   | 17         | 0          | CP              | 1               | 0               | UEL                | 0                  | 0                  | SP          | 1           | 0           | 19     | 0      |
| 2021-2022            | N.E.C.               | ED                   | 30         | 0          | CO              | 4               | 0               | -                  | -                  | -                  | -           | -           | -           | 34     | 0      |
| 2022-2023            | N.E.C.               | ED                   | 24         | 3          | CO              | 2               | 0               | -                  | -                  | -                  | -           | -           | -           | 26     | 3      |
| Totale N.E.C.        | Totale N.E.C.        | Totale N.E.C.        | 54         | 3          |                 | 6               | 0               |                    | -                  | -                  |             | -           | -           | 60     | 3      |
| Totale carriera      | Totale carriera      | Totale carriera      | 197        | 8          |                 | 10              | 0               |                    | 0                  | 0                  |             | 1           | 0           | 208    | 8      |

## Palmarès

### Club

#### Competizioni nazionali
- Supercoppa di Polonia: 1

KS Cracovia: 2020